# Casa Museo y Complejo Memorial de Husein Yavid
La Casa Museo y Complejo Memorial de Husein Yavid (en azerí: Hüseyn Cavidin ev-muzeyi və xatirə kompleksi) es un museo conmemorativo dedicado al poeta, escritor y dramaturgo azerbaiyano, Husein Yavid.

## Historia del museo

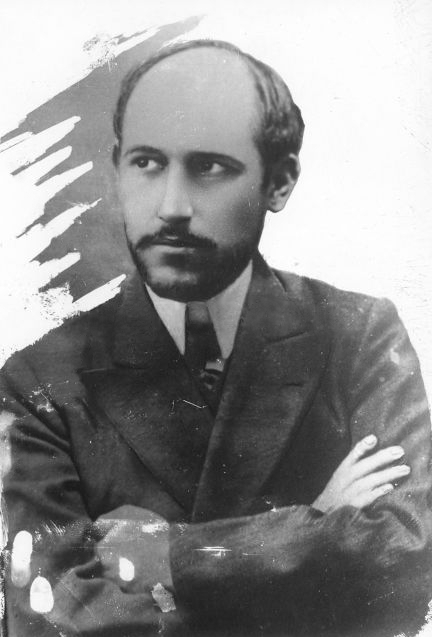
Retrato de Hüseyn Cavid.

La Casa Museo y Complejo Memorial de Husein Yavid está situada cerca del Mausoleo de Husein Yavid, en Najicheván. La casa museo fue establecida el 21 de julio de 1981 según el decreto del Gobierno de Azerbaiyán para celebrar el 100º aniversario de Husein Yavid. El 9 de junio de 1984 tuvo lugar la inauguración oficial del museo. Durante mucho tiempo esta casa museo operó con el nombre “Casa Museo de Husein Yavid”. En 2015 el nombre de museo fue cambiado a “Casa Museo y Complejo Memorial de Husein Yavid”.

## Exposición
Más de 9100 exposiciones se han recogido en el museo. En la exposición hay fotografías que reflejan la vida y la creatividad del poeta, las primeras ediciones de sus obras - “El Diablo”, publicado en 1926 y firmado por el autor, algunas copias de “Sayavush”, publicado en 1934. El manuscrito del libro “Knyaz” fue presentado por la hija del poeta, Turan Yavid. 